# Anomobryum worthleyi
Anomobryum worthleyi là một loài rêu trong họ Bryaceae. Loài này được H. Rob. mô tả khoa học đầu tiên năm 1967.